# Photogramme

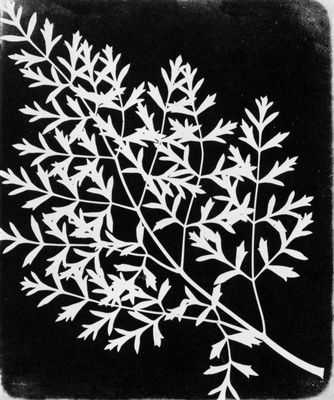
Un photogramme de William Henry Fox Talbot (vers 1860).

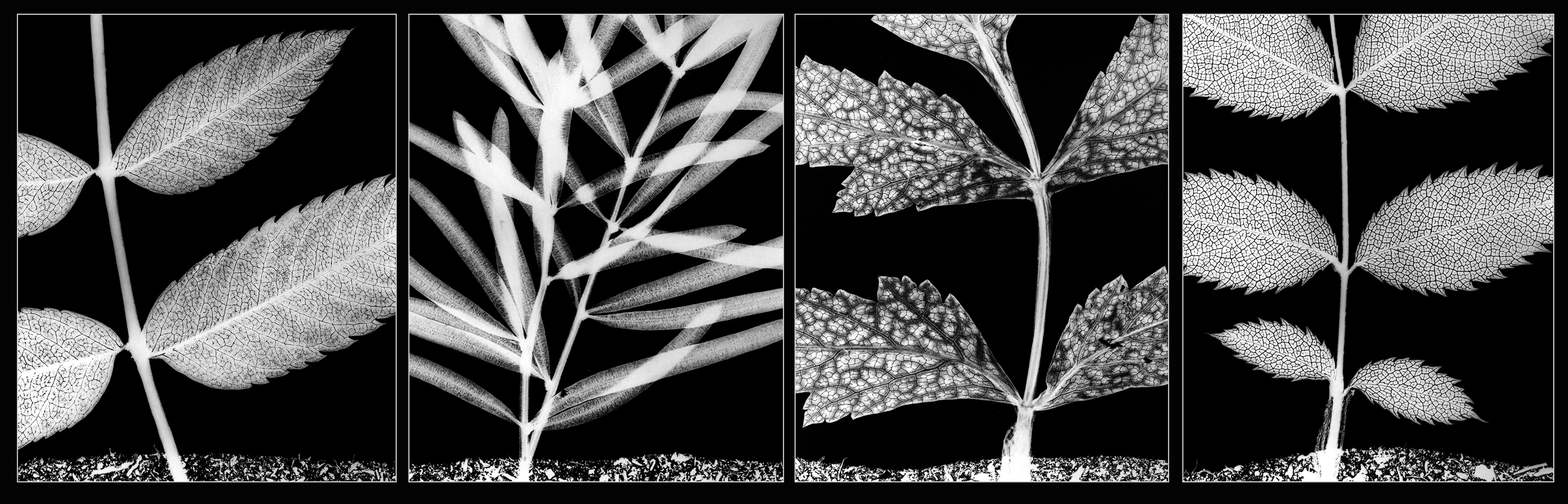
Photogramme de la plante et du sol.

Un photogramme est, à l’origine, une image photographique obtenue sans utiliser d'appareil photographique, en plaçant des objets sur une surface photosensible (papier photo ou film) et en l'exposant ensuite directement à la lumière.
Le terme « photogramme » peut aussi désigner, en termes de cinéma, la plus petite unité de prise de vue, l'une des photos élémentaires dont un film est composé, à raison de 24 images par seconde à la cadence normale de prise de vues dans le cinéma dit argentique.

## Histoire et principe
Les premières photographies furent souvent des photogrammes. William Henry Fox Talbot en réalisa ainsi un grand nombre en plaçant des feuilles et des objets directement sur une feuille de papier photo et en les exposant à la lumière extérieure.

Création d'un photogramme : une source lumineuse (1) illumine les objets (2 et 3) qui sont placés directement sur une surface photosensible. Selon la distance des objets au film, leur ombre est plus nette (7) ou plus diffuse (5). Les parties du film qui sont dans l'ombre (6) restent blanches ; elles deviennent grises (8) si les objets sont transparents ou translucides (9) ; les parties entièrement exposées (4) sont noircies.

## Différentes dénominations
- Dessin photogénique : dénomination créée par William Henry Fox Talbot pour décrire ses premières photographies.
- Schadographie : pour parler des photogrammes de Christian Schad.
- Rayogramme, rayograph et rayographie : pour parler des photogrammes de Man Ray[1].
- Solarfix : pour parler des photogrammes de Théodore Brauner.
- Argentype : pour parler des photogrammes de Jean-Marie Fadier.

## Exemples

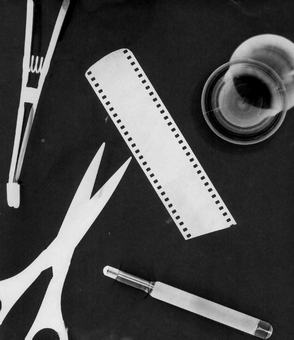
Un photogramme typique en noir et blanc.
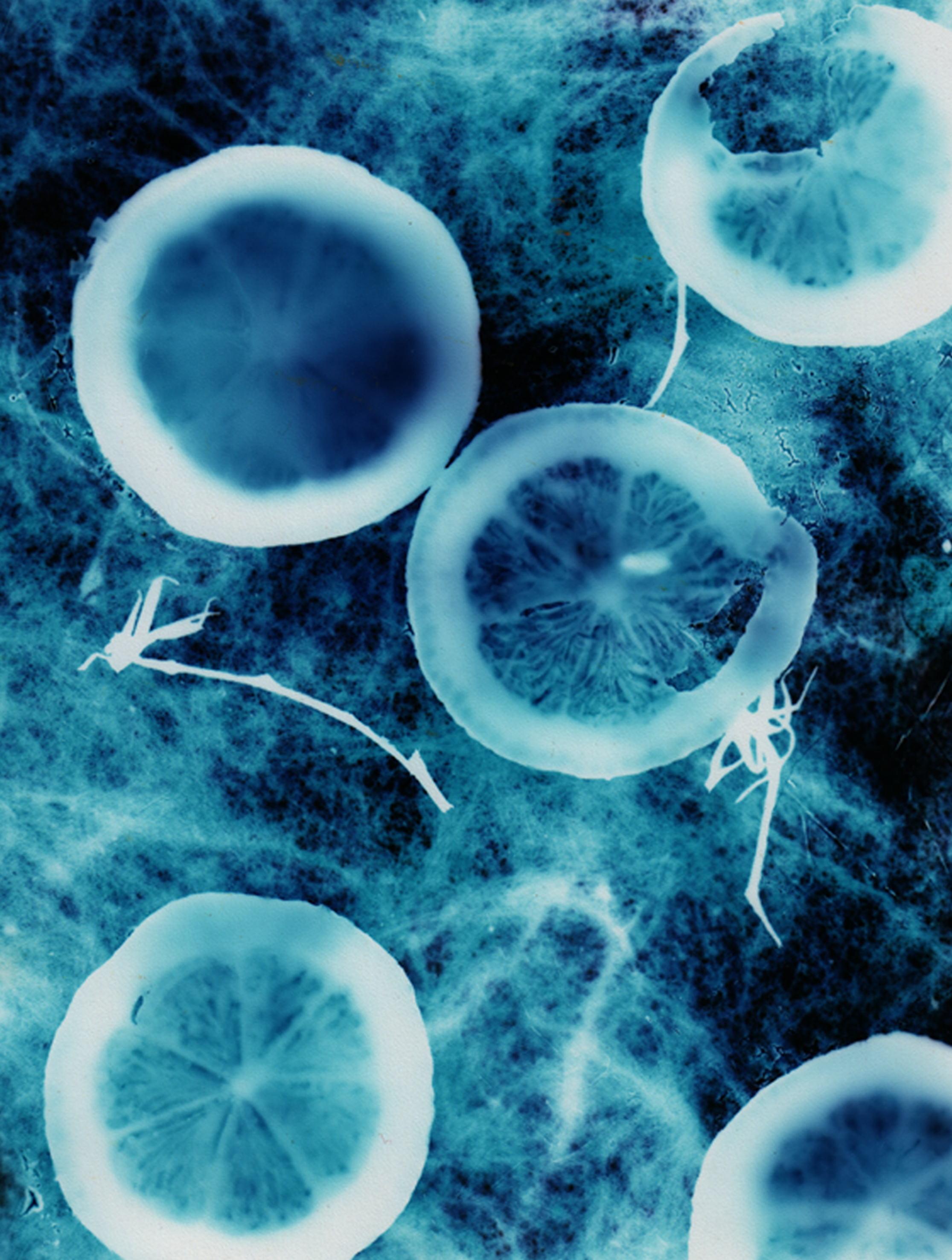
Un photogramme en couleurs créé à l'aide de tranches de citrons.
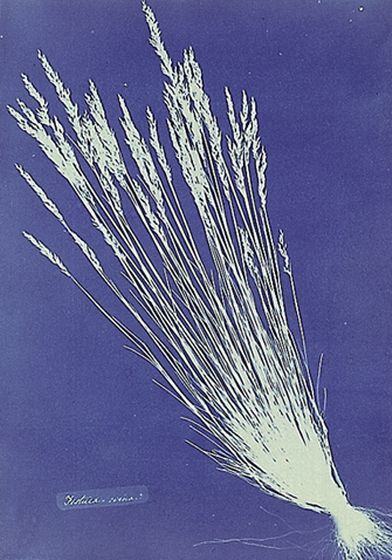
Un cyanotype d'Anna Atkins, photogramme réalisé avec des brins de fétuque en 1854.
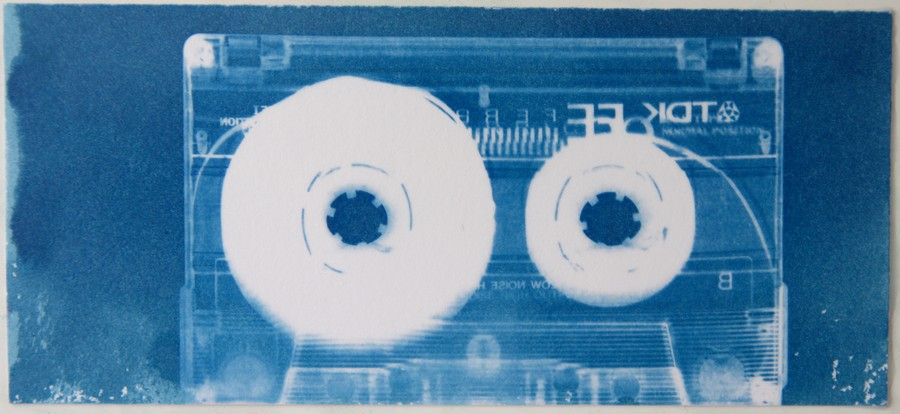
Un photogramme selon le procédé cyanotype réalisé avec une cassette audio.

## Artistes ayant pratiqué le photogramme
| - Anna Atkins - Sophie Boursat - Théodore Brauner - Chargesheimer - Imogen Cunningham - Raymond Depardon - Jean-Marie Fadier - Ei-Kyu - Joan Fontcuberta - Henri Foucault - Heinz Hajek-Halke - Raoul Hausmann - Sènami Donoumassou - Bertha Günther - Jindřich Heisler | - John Herschel - Karol Hiller - Wolfgang Kermer - Marcel Lefrancq - El Lissitzky - E. L. T. Mesens - Lucia Moholy - László Moholy-Nagy - Josef Nadj - Floris Michael Neusüss - Pablo Picasso - Sigmar Polke - Robert Rauschenberg - Man Ray - Alexandre Rodtchenko | - Jaroslav Rössler - Theodore Roszak - Dieter Roth - Pierre Savatier - Christian Schad - Kurt Schwitters - Kunie Sugiura - Maurice Tabard - Franciszka Themerson - Raoul Ubac - Luigi Veronesi - Wols - André Villers - Nancy Wilson-Pajic - Piet Zwart |